# Aphaenogaster tinauti
Aphaenogaster tinauti är en myrart som beskrevs av Henri Cagniant 1992. Aphaenogaster tinauti ingår i släktet Aphaenogaster och familjen myror. Inga underarter finns listade i Catalogue of Life.